# 총재
총재(總裁, 영어: president)은 정부기관이나 정당, 단체의 대표직의 명칭이다. 사무를 총괄(總括)하여 결재(決裁)하는 일 혹은 사람을 뜻하는 것에서 온 명칭이다. 외국에서는 이사회의 장을 달리 부르기도 한다.

## 한국에서의 총재

### 정부기관
- 한국은행 총재, 한국은행 부총재
- 한국야구위원회 총재

### 종교
- 통일교 총재

### 정당
한국에서는 정당의 수장을 총재 또는 대표로 혼용해 쓰고 있었으나 권위주의적이란 지적에 점차 대표로 쓰는 것이 정착되고 있다. 한편, 의장이라는 표현을 쓴 정당도 있었으나 열린우리당 이후로 이 표현은 사용되지 않고 있다. 대한민국의 역대 정당 참고

## 외국에서의 총재

### 국제기구 및 각국 정부기관
- 세계은행 총재
- 국제 형사 경찰 기구 총재
- 국제적십자사 총재
- 국제통화기금 총재

### 종교
- 성공회 총재

### 정당
중화권에서는 정당의 당수를 주석이라 부르지만 일반적으로 총재라 통용된다. 중국국민당 참고

## 같이 보기
- 총리
- 대표
- 주석
- 사장
- 회장